# Garlieb Helwig Merkel

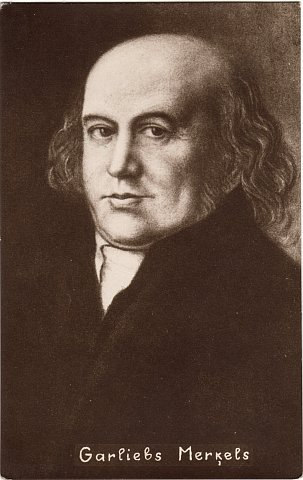
Garlieb Merkel

Garlieb Helwig Merkel (* 21. Oktoberjul. / 1. November 1769greg. in Loddiger, (Lēdurga), Gouvernement Livland, heute im Landkreis Limbaži, Lettland; † 27. Apriljul. / 9. Mai 1850greg. Depkinshof bei Riga, heute: Rāmavas muiža, Ķekavas novads) war ein deutsch-baltischer Publizist und Schriftsteller.

## Leben
Da sein Vater, wegen seiner aufklärerischen Haltung als Landpastor amtsenthoben, früh starb, musste Garlieb Merkel sich sein Wissen autodidaktisch erarbeiten. Er arbeitete zunächst als Hauslehrer auf Gütern des baltischen Adels.
Früh mit dem Elend der Landbevölkerung konfrontiert, schrieb er das Buch Die Letten, vorzüglich in Liefland, am Ende des philosophischen Jahrhunderts, das 1796 in Leipzig erschien. Dieses Buch ist eine der Grundlagen der estnischen und lettischen Geschichtsschreibung.
Merkel studierte ab 1796 an der Universität Leipzig und an der Universität Jena und wandte sich 1797 nach Weimar. Er ging dann nach Frankfurt (Oder), wo er promovierte.
Er lebte von 1799 bis 1806 in Berlin; gab dort gemeinsam mit August von Kotzebue den Freimüthigen heraus, zerstritt sich allerdings mit jenem, so dass er bald der Hauptautor wurde. Mit der napoleonischen Besetzung musste er Berlin verlassen. Er ging nach Riga, von wo aus er seine antinapoleonischen Schriften weiterführte. Er war ein entschiedener Gegner der Leibeigenschaft. Seine Werke beeinflussten später die lettische nationale Bewegung. Seit 1808 besaß er den Depkinshof bei Riga.
Gegen die Restauration, die nach den Befreiungskriegen alle demokratischen Ansätze erstickte, schrieb er Über Deutschland, wie ich es nach einer zehnjährigen Entfernung wiederfand, das er als Buch erst 1818 in Riga veröffentlichen konnte, da es in Deutschland verboten wurde.
1838 gab er wegen Schwierigkeiten mit der Zensur alle journalistische Tätigkeit auf.

## Ehrungen
Seit 1923 ist eine Straße in Riga, die Merķeļa iela (Merkelstraße), nach Garlieb Merkel benannt.

## Schriften
- Die Letten. 1796 in Leipzig erschienen; neu herausgegeben und kommentiert von Thomas Taterka, Verlag Harro von Hirschheydt, Wedemark 1998, ISBN 3-7777-0007-X.
- Hume’s und Rousseau’s Abhandlungen über den Urvertrag nebst einem Versuch über Leibeigenschaft. Gräff, Leipzig 1797.
- Sammlung von Völker-Gemälden nebst einem Versuche über die Geschichte der Menschheit. Bohn, Lübeck 1800.
- Briefe über Hamburg und Lübeck. Hartknoch, Leipzig 1801.
- Ist das stete Fortschreiten der Menschheit ein Wahn? 2. Aufl. Deubner und Treuy, Riga 1811.
- Skizzen aus meinem Erinnerungsbuch. / Darstellungen und Charakteristiken. Erstmals erschienen 1812 in Riga; neu herausgegeben und kommentiert von Uwe Hentschel, Bernstein-Verlag, Bonn 2010, ISBN 978-3-939431-06-0.
- Briefwechsel I. edition lumière, Bremen 2019. ISBN 978-3-948077-05-1.